# Kroktjärnen (Frostvikens socken, Jämtland, 715235-146355)
Kroktjärnen är en sjö i Strömsunds kommun i Jämtland och ingår i Ångermanälvens huvudavrinningsområde. Sjön har en area på 0,0547 kvadratkilometer och ligger 537,3 meter över havet. Kroktjärnen ligger i Frostvikenfjällen Natura 2000-område.

## Delavrinningsområde
Kroktjärnen ingår i det delavrinningsområde (715426-146414) som SMHI kallar för Ovan 715229-146281. Medelhöjden är 611 meter över havet och ytan är 6,17 kvadratkilometer. Det finns inga avrinningsområden uppströms utan avrinningsområdet är högsta punkten. Vattendraget som avvattnar avrinningsområdet har biflödesordning 4, vilket innebär att vattnet flödar genom totalt 4 vattendrag innan det når havet efter 276 kilometer. Avrinningsområdet består mestadels av skog (80 procent) och sankmarker (19 procent). Avrinningsområdet har 0,09 kvadratkilometer vattenytor vilket ger det en sjöprocent på 1,4 procent.